# 进化战记
《進化戰記》是1999年4月1日至9月30日期間由東京電視台系列播放的電視动画作品共26話。

## 簡介
本作是與《勇者王我王凱牙》同一個製作團隊和同導演的作品。主題為「恐怖」。並共享世界觀。

## 登場人物
苍斧螢汰（声：山口勝平）
本來只是平凡的高中生，擁有「同步感應者（デュアルカインド，Dual Kind）」資質，可以操作以「覺醒人1號」(身高6.5公尺，可以：「You have control・I have control，ユーハブコントロール・アイハブコントロール」切換變形調查用的「AP，全意為接收，アクセプト，別稱又叫接收・模式，アクセプト・モード」，與重視移動和馬力作業的「AV，全意為活動，アクティブ，別稱又叫活動・模式，アクティブ・モード」)為首的「感應機器人（ニューロノイド，Neuronoids）」，作戰時與火乃紀一同駕駛覺醒人1號。
擁有操作感應機器人的天份，技術亦進步神速，「同步感應脈衝（デュアルインパルス，Dual Impulse）」有高可塑性並且可以模仿其他同步感應者的獨特能力。學園生活上，校內成績接近包尾，身體能力也僅有正常人水平，但是觀察力卓越。非常膽小而容易受驚嚇，受嚇時會徹底失去冷靜而胡亂行動。
覺醒人1號AV的主駕駛員。
故事開始時在學校再遇轉校而來的青梅竹馬彩火乃紀，雖然相隔12年後螢汰沒有任何陌生感，但是對火乃紀刻意保持距離的態度有點在意。在學校校長發病的事件中救出火乃紀後，兩人開始變得親近。
愛踩滑板車代步，不過常出意外。
後期覺醒人1號與「腦控戰機(グリアノイド)」裝備，而有了飛行能力(必殺技「破壞合成・G裝填・突觸彈擊，ブレイクシンセサイズ・ジーセット・シナプス弾撃」、「破壞合成・G裝填・突觸彈擊威力全開，ブレイクシンセサイズ・ジーセット・シナプス弾撃フルパワー」)。
在小說《霸界王～我王凱牙對進化戰記～》裡被提及曾在2010年左右在GGG基地打過工，2016年時已是一名家電大賣場的銷售員，與火乃紀穩定交往但和GGG保持著一定的距離。
彩火乃纪（声：冰上恭子）
螢汰的青梅竹馬。在五歲時搬到了鎌倉，多年後才在高中轉學後與螢汰重逢。與哥哥彩真理緒擁有的獨特髮型及紅綠髮色遺傳自父親彩幹生。
擁有同步感應者資質，與螢汰合作駕駛覺醒人1號，她的同步感應脈衝可以提高覺醒人1號精鍊化合物的純度以增加破壞力。
覺醒人1號AP的主駕駛員。
因為有些笨拙的個性讓她對螢汰抱持著看似冷淡的態度，實際上很在意螢汰，螢汰的注意力被其他女性分散或者有女性主動接近螢汰時會生氣。
口頭禪「因為我是個笨蛋啊」其實來源於已故的哥哥常說的「因為你(火乃紀)是個笨蛋啊」。對擁有哥哥外貌的拉彌亞非常在意，但是兩人初次實際接觸是在作品的中後期。
阿嘉松紗孔羅（声：岩男润子）
簡稱紗孔羅，自幼體弱多病的少女，除了擁有同步感應者資質，也擁有接收「界限頻道（リミピッドチャンネル，Limpid Channel）」的能力，雖然無法像進化人般使用心靈感應溝通，但可以接收進化人發出的信息並以晦澀預言般的方式轉述，也可以感應到普通人的思維。紗孔羅的界限頻道強度在能力者中也是出類拔萃的，相對的副作用是能力不受控制，會不間斷地接收由各個來源發出的信息，也導致紗孔羅自幼就有嚴重的ADHD症狀。
因為體質貧弱，並沒有正式註冊成為感應機器人的駕駛者，但是按情況需要也能作短暫駕駛。
為了抑制不受控的界限頻道，需要恆常使用幫助能力者集中的「治療機器（マニージマシン，Manage Machine）」。
阿嘉松滋的親生女兒，也是勇者王中獅子王雷牙的孫女、露妮的姪女。
阿嘉松滋（声：茶風林）
有限公司「阿嘉松工業(アカマツ工業)」的社長，開發出覺醒人1號，紗孔羅的親生父親，也是勇者王中獅子王雷牙的親生兒子、露妮同父異母的哥哥、獅子王凱的堂兄。阿嘉松是其母親的姓氏。與父親雷牙關係惡劣，相反與妹妹露妮關係良好。
覺醒人1號與腦控戰機裝備的時候，是第三位副駕駛員固定定位。
拉彌亞（聲：子安武人）
本作的標題人物，也是最常出現的「進化人（Better Man）」，他們則自稱為「夢人(ソムニウム)」，外貌酷似彩火乃紀已故的哥哥彩真理緒，身上的衣物和飾物是由纖維化的肝臟細胞所組成。自故事開始時就一直在螢汰和火乃紀遭遇險境時現身救援，卻鮮有面對面的直接交流。
身為一名進化人，除了擁有非人等級的運動能力及界限頻道等種族共有的特性外，拉彌亞更可以透過吃下由「阿尼瑪斯之花(アニムスの花)」所結出的不同果實短暫進化成不同的形態並得到特殊的能力。
拉彌亞吃下「霧之果(ネブラの実)」，變身成最常用的「進化人・濃霧型（ベターマン・ネブラ）」，身高6公尺，有飛行能力，空中專用，飛行時速可以超過600公里，擅長超音波攻擊。具有自我再生能力。必殺技「粉碎鞭(クラッシュウィッパー)」、「精神之音(サイコヴォイス)」透過先分析目標的共振頻率，再釋放相應頻率的超音波引起共振並精確地破壞目標。故事中甚至可以只粉碎航行中客機內的機器人偶而不傷害同機內的螢汰和火乃紀等人或對客機造成結構損傷(此招式被獅子王雷牙解析開發出了「孤立波，ソリタリーウェーブ」)。
吃下「力之果(フォルテの実)」，變身成「進化人・力量型（ベターマン・フォルテ）」，身高7公尺，即使在進化人族群中也被稱為不是每個個體都可駕馭的王者之力，擁有龐大身軀加上強大的力量和厚實的外骨骼，一般的攻擊完全無法傷其分毫，是進化人最強的形態。具有自我再生能力。但力之果相當稀有，陸地上專用因此沒有飛行能力。必殺技「精神光輪(サイコグローリー)」通過分析目標的結構弱點再使用頭部的尖角「滑刀(スライディングサーベル)」刺穿弱點，使目標徹底崩解。
而吃下「海之果(アクアの実)」，變身成「進化人・海洋型（ベターマン・アクア）」，除了具有水中高速之外，身體上下也有大量攻擊用的尖刃，擅長水中戰鬥，水中專用因此沒有飛行能力。在沒有水的場所，可以呼喚大量的雨並操控水來移動。必殺技「精神之液(サイコフルード)」則是在分析活體敵人的基因結構後以針對性的化學物質破壞目標的生體基因，對活物具有絕對的殺傷力，攻擊範圍廣闊。
在融合了長官、都古麻御、魔門麥人三人死後所結出的力之果而合成「蘇之果(オルトスの実)」，吃下之後，變身成「進化人・蘇生型（ベターマン・オルトス）」，身高10公尺，由於是力量型的上位種，必須對力量型有耐性的進化人才能變身成蘇生型，指引往新的誕生。與癌症一樣是不死不滅之身，但不同的是，身體是由生殖細胞所構成，細胞會在沒有壽命的情況下永久持續分裂，可以抵消癌症的死滅細胞攻擊，是能將其打倒唯一的最終形態。沒有外殼直接就是肌肉。能力在力量型之上，與癌症同等，有飛行能力，可耐地底火山口的岩漿高熱而毫髮不損，但硬度與飛行速度是介於力量型與濃霧型中間的平衡類型。與癌症展開了最後決戰。必殺技「精神誕生（サイコバース）」是射出頭部的尖角「射刀（ファイアリングサーベル）」把對象的遺傳基因完全解放消滅。但是蘇生型對拉彌亞身體的負擔很大，在戰鬥結束之後就待在海底進入很長一段時間的睡眠療傷，照理說至少要睡上數百年，但後來又因感應到3G與「索爾11遊星主﹝ソール11遊星主﹞」決戰時生命的波動，而在拉彌亞傷勢沒有完全痊癒的情況之下提早甦醒，那之後抱著某種目的繼續活動著。
故事後期揭露拉彌亞早在故事開始前就曾經遭遇過作品的最終頭目「癌症（カンケル）」(平常的狀態是人類等身尺寸，也可以讓體型巨大化，被稱為「完全人，ベストマン」，尊者「亞庫蘇基，ヤクスギ」的進化姿態，身體是由比通常的五十倍分裂速度的細胞所構成，具有癌細胞的生命力，可以無限再生，適應任何環境。有「雜交，ハイブリダイゼーション」能力，可以改造其他生物染色體並融合在自己體內。其必殺技「背後的一擊，背後からの一撃」可以瞬間改寫細胞的生物基因，殺死生物，對生物有即死效果，但對機器、生命之源的連結膠與同樣無限細胞分裂的進化人・蘇生型這三者無效)，並受到致命損傷，但是幸得同伴「賽美(セーメ)」帶來了由彩真理緒遺體上長出的「命之果(ウィウェレの実)」，吃下之後得以及時修復身體，同時得到了彩真理緒的遺傳基因及部份生前記憶。
意外得到了一般進化人所沒有的人性的拉彌亞，除了原本守護擁有長出命之果能力的彩家族後人的使命外，身為真理緒的記憶也驅使拉彌亞一直保護「妹妹」火乃紀。在故事的尾聲，全劇唯一一次不使用界限頻道表達的說話，正是告訴火乃紀「你真是個笨蛋」。